# サイバーエージェント
株式会社サイバーエージェント（英: CyberAgent,Inc.、略称:CA）は、メディア＆IP事業事業、インターネット広告事業、ゲーム事業、投資育成事業を主とする日本の会社。東京都渋谷区に本社を置く。
日経平均株価およびJPX日経インデックス400の構成銘柄の一つ。

## 概説
人材派遣会社インテリジェンス（現：パーソルキャリア）社員だった藤田晋が、宇野康秀の支援を受けて日高裕介と1998年3月に創業。
1998年7月、バリュークリックの売れ行きが好調なことからクリック保証型バナー広告「サイバークリック」のサービスをオン・ザ・エッヂとの協業で開始し、インターネット広告事業に進出。広告事業単体で売上高2081億円（2017年9月期） と長らくインターネット広告国内最大手であったが、2022年に電通グループがセプテーニ・ホールディングスの連結子会社化したことによりインターネット広告国内2位となった。
2018年10月17日、CAAnimation（シーエーアニメーション）を設立し、アニメ制作事業に本格参入した。

## 歴史
- 1998年
  - 3月 - インターネット関連の企画営業を主目的として設立。
  - 4月 - バリュークリック社の広告営業代理業務開始。
  - 7月 - オン・ザ・エッヂとの協業でクリック保証型バナー広告ネットワーク「cyberclick!（サイバークリック）」の営業を開始。
  - 10月 - オン・ザ・エッヂとの協業でクリック保証型メール広告ネットワーク「クリックインカム（後のmelma!）」の営業を開始。
- 1999年
  - 11月 - オン・ザ・エッヂと共同で、無料ホームページサービス「HOOPS!」を行う株式会社フープス設立。
  - 11月 - インターネットでの通信販売業を行う株式会社ネットプライス（現：BEENOS株式会社）を設立。
- 2000年
  - 3月 - 東証マザーズ市場に上場。証券コードは4751。
  - 4月 - 株式会社エイディエヌとの合弁で、大韓民国に株式会社サイバーエージェントコリアを設立。
  - 4月 - eビジネスのブランドマーケティング会社、株式会社サイバーブランディング（後の株式会社サイブロ）を設立。
  - 4月 - 株式会社ギフティ・ギフティに出資[注 1]。
  - 5月 - モバイル専門の広告、コンテンツ、EC事業を行う株式会社シーエー・モバイル（現：株式会社CAM[13]）を設立。
  - 7月 - インターキュー株式会社とオン・ザ・エッヂとの共同で、オプトインメールサービスに特化した株式会社メールインを設立。
  - 10月 - 有限会社ツボックスよりオンライン懸賞サイト「もらって得するつぼ★懸賞情報（現：懸賞のつぼ★）」の営業権を譲受。
- 2001年
  - 1月 - 株式会社サイバーブランディングを株式会社サイブロへ商号変更し、ブロードバンドコンテンツ及び関連事業に事業変更。
  - 2月 - アフィリエイトソリューション事業を行う株式会社トラフィックゲートを設立。
  - 7月 - 株式会社サイブロが、株式会社ユーズミュージックと合弁で、レコードレーベル事業を行う株式会社インター・レコーズを設立。
  - 9月 - 株式会社アクシブドットコム（現：株式会社CARTA HOLDINGS）」の株式を取得し、子会社化。
  - 9月 - 株式会社フープスを楽天に売却[14]。
  - 11月 - 株式会社インターナショナルスポーツマーケティングの全株式を取得し、子会社化。
  - 11月 - 株式会社サイバーブレインズ（現: 楽天リサーチ株式会社）と資本業務提携し、関連会社化[注 2]。
- 2002年
  - 1月 - ユミルリンク株式会社の株式を取得し、子会社化。
  - 2月 - エンタテインメントコンテンツ事業を行う株式会社ホワイネットを設立。
  - 2月 - 会社インター・レコーズを精算[15]。
  - 6月 - メールで、映像や写真、画像、漫画、 音楽といったコンテンツを受け取ることができるHTMLメールサービス「メールビジョン」を開始。
  - 10月1日 - 株式会社サイブロ及び株式会社ホワイトネットを吸収合併。
- 2003年
  - 5月 - サーチエンジンマーケティング事業を行う株式会社シーエーサーチを設立。
  - 9月 - インターネット上での金融サービス事業の株式会社シーエー・キャピタル（現：GMO外貨株式会社）を設立。
  - 12月 - 株式会社ジークレストの株式を取得し、子会社化。
  - 12月15日：ブログサービス「melma!blog」を開始。システムははてなダイアリーをベースとしていた。
- 2004年（平成16年）
  - 2月 - 株式会社イー・ベントの全株式を取得し、子会社化。株式会社ウエディングパークと商号を変更し、結婚情報提供サービスを展開。
  - 7月 - 子会社の株式会社ネットプライス（現：BEENOS株式会社）が東証マザーズ市場に上場。
  - 8月 - 出版関連サービス事業の株式会社アメーバブックスを設立。
  - 8月 - 株式会社ハウス オブ ローゼからオンラインショッピング事業の株式会社ディーバの全株式を取得しを完全子会社化。
  - 8月 - 中国茶のeコマース事業を行う株式会社トランスワークスの株式を取得し子会社化し、吸収合併。
  - 9月15日 - アメーバブログ（現：Ameba）サービス開始。
  - 10月 - 投資育成事業を開始。サイバーエージェントCA-Ⅰ投資事業有限責任組合を設立。
- 2005年
  - 7月 - 株式会社アイスタイルと共に女性向けインターネット広告の企画、販売代理事業を行う株式会社フラウディア・コミュニケーションズを設立。
  - 7月 - アパレルに特化したインターネットオークション事業を行う株式会社クラウンジュエルを設立。
  - 8月 - 株式会社ディーバを吸収合併。
  - 9月 - 三井物産株式会社との合弁会社株式会社ルークスを設立。
  - 11月 - サイボウズ株式会社との合弁会社cybozu.net株式会社を設立。
- 2006年
  - 1月 - 子会社のシーエー・モバイル、オークションサービス「アメーバオークション」ベータサービスを開始[16]
  - 2月 - 楽曲配信サービス「AmebaMusic」とユーザー参加型動画配信サービス「AmebaVision」を開始[17]
  - 3月 - 人材派遣会社、株式会社サイバーエージェントプラスを設立。
  - 4月 - 株式会社サイバーエージェント・インベストメント（現：株式会社サイバーエージェント・キャピタル）を設立。
  - 4月 - Consumer Generated Mediaに特化した広告代理事業及びクチコミマーケティング支援事業を行う株式会社サイバー・バズを設立。
  - 4月 - 株式会社シーエー・キャピタル運営の「LaQoo+」事業を継承した株式会社フィナンシャルプラスを設立。
  - 4月 - 株式会社博報堂及び株式会社博報堂DYメディアパートナーズと共同でインターネット広告代理事業の株式会社シーエー・エイチを設立。
  - 4月18日 - 前年からユニフォームスポンサー契約を結んでいた東京ヴェルディ1969を運営する株式会社日本テレビフットボールクラブと資本・業務提携を結び、同クラブの発行済株式総数の48.1%を取得、筆頭株主の日本テレビ放送網に次ぐ大株主となる。
  - 7月 - ドロップシッピング関連事業の株式会社ストアファクトリーを設立。
  - 7月 - 動画共有サービス「Ameba Vision」を開始[18]。
  - 9月 - ゲーム内広告代理事業の株式会社アドプレインを設立。
  - 9月 - モバイルサービス「Amebaモバイル」を開始
  - 11月 - 株式会社スーパースイーツを設立。
- 2007年
  - 4月 - 検索エンジン最適化事業の株式会社CAテクノロジーを設立。
  - 7月 - 株式会社シーエーサーチを吸収合併。
  - 7月 - ユーザーマッチ型の広告配信サービス（MicroAdカンパニー）を株式会社マイクロアドに分社化。
  - 8月 - 株式会社サイバーエージェントウィル（特例子会社）を設立。
  - 11月 - 出版事業のアメーバブックス新社を設立。
- 2008年
  - 1月 - 企業のプロモーションやPRにおける著名人キャスティング事業の株式会社CyberCasting&PR（現：株式会社CCPR）を設立。
  - 1月 - 東京ヴェルディの運営から撤退[19]。
  - 2月 - 米国サンフランシスコにCyberAgent America, Inc.を設立。
  - 3月 - ファッションコミュニティ事業の株式会社プーペガールを設立。
  - 5月 - モバイルサイト制作に特化した株式会社CyberXを設立。
  - 6月 - 株式会社サイバーエージェント・アドマネジメント（現：株式会社シーエー・アドバンス）を設立。
  - 6月 - 株式会社アドプレインを吸収合併。
- 2009年
  - 2月 - 仮想空間アバターサービス「アメーバピグ」を開始。
  - 4月 - Web連動型イベント制作事業の株式会社ウェブリアルを設立。
  - 4月 - モバイル広告代理事業の株式会社CyberZを設立。
  - 4月 - 著名人メディアに特化したマーケティング事業の株式会社TMN（後の株式会社QuunApp）を設立。
  - 5月 - モバイルコンテンツ事業の株式会社サムザップを設立。
  - 5月13日 - 実在する男性を馬や羊のアイコンで表示させ画像をアップロードして勝手に評価する男の子牧場立ち上げ。多くの批判を受け5月18日にサービス凍結[20]。
  - 11月5日 - 株式会社ネットプライスドットコム（現：BEENOS株式会社）の一部株式を佐藤輝英に譲渡し、持分法適用会社化[21]
- 2010年
  - 5月 - トレンダーズ株式会社を連結子会社化。
  - 7月 - スマートフォン向けアプリ事業を強化するため、株式会社アプリボットを設立。
  - 10月 - ソーシャルアプリ向けリワード広告会社、株式会社CAリワード（現：株式会社CA Wise）の設立。
  - 10月 - スマートフォンアプリ制作事業会社、株式会社CA Beatを設立。
  - 10月 - スマートフォン向けソーシャルゲーム会社株式会社ポットタップを設立。
- 2011年
  - 2月 - ソーシャルゲーム事業強化のため、株式会社ミクシィと合弁で株式会社グレンジを設立。
  - 2月22日 - iPhone/iPod touchアプリ「萌えガチャ」を開始[22]。
  - 4月 - 株式会社ディー・エヌ・エーと合弁で、スマートフォン向けアドネットワーク事業を行う株式会社AMoAdを設立。
  - 4月1日 - ライフマイルをOBの菊池誠晃が設立したリアルワールドに譲渡、運営から撤退する。
  - 5月 - ソーシャルゲーム事業強化のため、株式会社Cygamesを設立。
  - 6月 - アパレル通販を行っていた株式会社クラウンジュエルをスタートトゥデイに売却[23]。
  - 9月 - 株式会社Delightを設立。
  - 9月 - トレンダーズ株式会社の一部株式をトレンダーズ役員等に譲渡し、持分法適用会社化
  - 10月 - 株式会社CAテクノロジーを吸収合併。
  - 12月 - スマートフォン向けアプリ開発子会社、株式会社シロクを設立。
- 2012年
  - 1月 - ソーシャルマッチングサービスの株式会社Pitapatを子会社化。
  - 1月 - アプリ開発会社の株式会社アールフォース・エンターテインメントを子会社化。
  - 6月 - スマートフォン向け「Ameba」開始。
  - 10月 - Amebaの内製ゲームゲーム「ガールフレンド（仮）」を開始。
  - 11月 - スマートフォン向けSEM専門会社、株式会社CyberSSを設立。
- 2013年
  - 1月 - 株式会社サイバーエージェントFX（現：GMO外貨株式会社）をヤフー株式会社に売却し、FX事業から撤退。
  - 1月4日 - 芸能人ブロガーのライブ動画配信サービス「AmebaStudio」を運営する子会社として、株式会社アメスタ（後の株式会社AMESTAGE）を設立[24]。
  - 1月22日 - 「AmebaVision」を終了。
  - 2月 - グリー 株式会社と合弁で、株式会社グリフォンを設立。
  - 2月 - スマートフォン向けオークション会社、株式会社パシャオクを設立。
  - 5月 - 株式会社サイバーエージェント・クラウドファンディング（現：株式会社マクアケ）を設立。
  - 5月 - IT人材の早期育成を目的として、ライフイズテック株式会社と合弁で、小学生向けプログラミング教育事業を行う株式会社CA Tech Kidsを設立。
  - 6月 - 株式会社7gogoを設立。
  - 6月 - ECサイト「Ameba有名人ショップ」を運営する子会社として、株式会社Amebaプロダクツを設立。
  - 9月 - スマートフォンアフィリエイト事業子会社、株式会社CA Driveを設立。
  - 10月 - スマートデバイス向け広告開発・販売子会社 株式会社App2goを設立。
  - 10月 - アドテクノロジー分野の専門部署アドテク本部を設立。
  - 12月 - ソーシャルゲーム事業子会社、株式会社プレイモーションを設立。
  - 12月 - 株式会社マッチングエージェント（現：株式会社タップル）を設立。
- 2014年
  - 2月 - 株式会社Complesso（現：株式会社Applibot Lifestyle）を設立。
  - 2月 - 株式会社オウルデータを連結子会社化し、株式会社RightSegmentに商号変更。
  - 2月 - スマートフォン向けダイナミックリターゲティング広告配信サービス「Dynalyst」を開始[25]
  - 5月 - スマートフォン向けゲームの企画・開発に特化した子会社、株式会社Craft Eggを設立。
  - 5月 - 株式会社マッチングエージェント、マッチングサービス「タップル誕生」（現：タップル）サービス開始。
  - 6月 - 株式会社WAVESTを設立。
  - 7月 - 企業とのタイアップクリップを制作する子会社、株式会社渋谷クリップクリエイトを設立。
  - 9月 - 女性の働き方を支援する子会社、株式会社STRIDE（後の株式会社Woman&Crowd）を設立。
  - 9月 - ベトナムに連結子会社CA ADVANCE Vietnam Co., Ltd.を設立。
  - 9月5日 - 東証マザーズから東証1部に市場変更。
  - 9月9日 - CyberZ、スマホゲームプレイ動画共有サービス「OPENREC」提供開始[26]。
  - 9月30日 - 株式会社カヤックが運営する音声投稿コミュニティサイト「koebu（こえ部）」の事業を譲り受け、同サービスを運営する事業会社として株式会社koebuを設立。
  - 10月 - 株式会社GOODROIDを設立。
  - 11月 - インターネット動画事業の強化を目的として、スマートフォン向けライブ動画配信サービス「takusuta（タクスタ）」運営の株式会社タクスタと動画キュレーションサービス事業の株式会社Sanrenpを設立。
  - 11月 - 東京と福岡を拠点にインターンシップを行う子会社株式会社ハシゴを設立。
  - 11月 - LINE株式会社との共同出資により株式会社グリーンモンスターを設立。
  - 12月 - 電子書籍子会社として株式会社ブックテーブルを設立。
  - 12月 - エイベックス・デジタル株式会社と共同出資により音楽配信サービスを行う持分法適用関連会社AWA株式会社を設立。
- 2015年
  - 1月21日 - 映像配信プラットフォーム「AmebaFRESH!（現：FRESH!）」を開始。
  - 1月26日 - アドテクスタジオ、大阪支部を設立[27]。
  - 3月 - スマートデバイス向けネイティブ広告に特化したSSP「CA ProFit-X」の提供を開始[28]
  - 4月1日 - 音楽アーティストに特化した動画配信事業会社株式会社Unifaceを設立。
  - 4月1日 - インターネット動画に特化した広告代理事業会社、株式会社CyberBullを設立。
  - 4月3日 - 企業ロゴを変更。デザインはNIGO。
  - 4月 - 株式会社テレビ朝日との共同出資により動画配信事業を行う株式会社AbemaTVとニュースコンテンツ事業会社株式会社AbemaNewsを設立。
  - 5月27日 - AWA株式会社、定額制音楽配信サービス「AWA」を開始。
  - 7月 - 原宿駅竹下口に「AmebaFRESH!Studio（現：HARAJUKUAbemaStudio）」を開設。
  - 9月 - アドテクスタジオ米サンフランシスコ支部を設立し、アドテクノロジー事業において米国進出[29]。
  - 9月 - 株式会社koebuを吸収合併[30]。
  - 9月 - 台湾にCyberAgent,Inc.Taiwan Branchを設立。
  - 10月 - 動画広告に特化したオンラインビデオ総研を設立。
  - 12月 - スマートフォン向けゲーム企画、開発の子会社、株式会社pixelfishを設立。
- 2016年
  - 1月19日 - サイバーエージェントでアドテクノロジー分野のサービス開発を行うアドテクスタジオが、アドテクノロジーの広告配信技術の研究・開発を目的にした組織「AI Lab」を設立[31]。
  - 3月 - インターネットテレビ局「AbemaTV」一部先行配信を開始。
  - 4月11日 - インターネットテレビ局「AbemaTV」を本開局。
  - 4月 - 大韓民国にCyberAgent, Inc. Korea、シンガポールにCyberAgent AD.AGENCY SINGAPORE PTE. LTD.を設立。
  - 5月1日 - 株式会社App2goを吸収合併。
  - 7月1日 - 株式会社RightSegmentが、人工知能を活用したチャットボット事業子会社、株式会社AIメッセンジャーを設立。
  - 7月20日 - スマートフォンゲーム「オルタナティブガールズ」のサービスを開始。
  - 7月 - クリエイティブ拠点オフィス「Chateau Ameba」を開設[32]。
  - 9月8日 - 動画制作専門スタジオ 「STUDIO CRAV（スタジオクラヴ）」を開設。
  - 9月30日 - こえ部のサービス終了[33]。
  - 10月3日 - 「あした会議」で設立決定した、株式会社ASTROBOX、株式会社QualiArts、株式会社CyCAST（後：株式会社CyberQ）、株式会社CA Young Lab（現：株式会社Cyber Now）、株式会社MOZZ TOKYO（後：株式会社LIVE STA.）を設立。
  - 11月1日 - 株式会社A.J.A.（現：株式会社AJA）、株式会社CyberW、株式会社トルテ、株式会社ニジスタを設立。
  - 12月1日 - ポイントサービス事業「.money（ドットマネー）」を株式会社ドットマネーに分社化。
  - 12月1日 - VR関連事業を行う連結子会社として株式会社VR Agentを設立。
- 2017年
  - 1月31日 - takusutaのサービス終了[34][35]。
  - 5月1日 - 株式会社リクルートホールディングスから『R25』を運営してきた株式会社Media Shakersの株式を取得し、子会社化。
  - 5月1日 - メディア事業子会社として株式会社新R25を設立。
  - 5月1日 - 子会社のApp2goを吸収合併[36]。
  - 6月1日 - 3DCG動画広告の制作に特化した連結子会社として、株式会社CGチェンジャー（現：株式会社CyberHuman Productions）を設立。
  - 6月7日 - 著名人などの3Dデータにおける肖像利用・管理及びキャスティング事業に特化した子会社として、株式会社Digital Doubleを設立。
  - 6月8日 - サイバーエージェントとCygamesが共同でアニメIPへの投資を行う「CA-Cygamesアニメファンド」の組成[37][38]。
  - 9月22日 - DDTプロレスリンググループが9月1日付で株式の100%をサイバーエージェントに譲渡、同グループを子会社化としたと発表[39][40]。
  - 10月 - 監査等委員会設置会社へ移行。
  - 10月2日 - 仮想通貨取引事業を行う新子会社として、株式会社サイバーエージェントビットコインを設立。
  - 12月1日 - インターネットテレビショッピング子会社として、株式会社買えるAbemaTV社の設立。
- 2018年
  - 2月1日 - 株式会社RightSegmentを吸収合併[41]。
  - 3月 - 米国ニューヨークにCyberAgent NYC,Inc.を設立。
  - 4月1日 - 株式会社AVATTA、完全子会社化[42]。
  - 4月2日 - CA19卒内定者で株式会社CAmotionを設立[43]。
  - 4月2日 - 深層学習ベンチャーのABEJAと合弁会社「株式会社CA ABEJA」を設立[44]。
  - 4月 - 株式会社サイバー・バズの一部株式をユナイテッド株式会社及び株式会社DGインキュベーションに譲渡し、持分法適用会社化
  - 5月 - グアムに連結子会社CA Advance Guam, Inc. を設立[45]。
  - 5月1日 - 株式会社CyberACEを設立[46]。
  - 5月16日 - 子会社である株式会社CyberSSの社名を「株式会社CyberOwl（サイバーアウル）」に変更。[47]
  - 5月18日 - 株式会社シーエー・アドバンスがインターネット広告事業においてビーコン端末を用いた企業の販売促進領域の支援を行う会社として、株式会社シーエービーコンズ（現：株式会社CA Retail Marketing）を設立[48]。
  - 7月4日 - 広告クリエイティブ制作を手掛けるアマナデザイン社と合弁会社「株式会社Ca Design」を設立[49]。
  - 7月11日 - クリエイター集団PARTYと合弁会社「株式会社CYPAR」を設立[50]。
  - 7月17日 - 麻雀プロリーグ「Mリーグ」に参加。「渋谷ABEMAS（アベマズ）」をスポンサードする[51]。
  - 10月1日 - Jリーグクラブ、FC町田ゼルビアを運営する株式会社ゼルビアが10月16日付で株式の80%をサイバーエージェントに譲渡、傘下に入ることが発表された。
  - 10月17日 - アニメレーベル「CAAnimation」（シーエーアニメーション）を設立[52]。
  - 10月30日 - Amazon広告に特化した広告運用パッケージの提供を開始[53]。
  - 11月1日 - 株式会社AIメッセンジャーを吸収合併。
  - 12月3日 - RPAに関わるコンサルティング事業を行う、株式会社サイバーエージェントRPAを設立。
  - 12月25日 - ライブ動画配信サービスで活躍する配信主のマネジメント事業を行う、株式会社CyberLiG（現：株式会社LiG STAR.）を設立。
- 2019年
  - 1月 - ゲーム動画配信プラットフォーム「OPENREC.tv」とライブ配信プラットフォーム「FRESH LIVE（無料配信チャンネル）」のサービスを統合[54]。
  - 1月 - チャットカスタマーサポート研究組織「AIコールセンター研究所」を設立[55]
  - 2月5日 - 人工知能技術の研究開発組織「AI Lab」が、3次元CGの広告活用を見据えた最新技術の実装とCG制作の効率化・自動化を行う「CG R&Dチーム」を設立[56][57]。
  - 3月 - 本社機能とメディア事業、ゲーム事業を渋谷区宇田川町のAbema Towersに移転[58][59]。4月1日に本社機能とメディア事業、ゲーム事業の移転を完了。
  - 3月4日 - 若手経営者の応援を目的とした投資活動 通称「藤田ファンド」による出資として、インフルエンサーマネジメントサービスを運営する株式会社Coupeの株式を取得し、グループ化[60]。
  - 3月12日 - PC版アメーバピグを12月2日に終了すると発表した。
  - 3月21日 - インターネット広告事業において、AIを活用することでダイナミックリターゲティング広告における広告クリエイティブの最適化を行う効果予測モデル「AI feed designer」の提供を開始[61]。
  - 3月28日 - 1対1のインフルエンサーライブ通話サービス「テレライブ」を提供する株式会社Cyber Palを設立[62]。
  - 4月1日 - 子会社の株式会社シーエー・アドバンスの100％子会社である株式会社シーエービーコンズの全株式を取得し100％子会社化するとともに、「株式会社CA Retail Marketing」へと社名変更し、デジタル販促支援全般へと事業内容を拡大[63]。
  - 4月24日 - オールスポーツメディアREALSPORTSをリリースした。
  - 6月3日 - 短尺に特化したオンライン動画広告の企画・制作を行うクリエイティブ子会社、株式会社6秒企画を設立[64]。
  - 6月7日 - CAAnimationは、エイベックス・ピクチャーズ及びElements Gardenと共同で、アニメ・ゲーム・音楽を連動させたメディアミックスプロジェクトを始動することを発表。アニメーション制作を動画工房が担当し、ゲーム開発をワンダープラネットが開発して、2020年のプロジェクト始動を目標に制作する。
  - 7月31日 - 3DCGによる動画広告制作に特化した株式会社CGチェンジャーを株式会社CyberHuman Productionsへと社名変更。AVATTAが保有する3Dスキャニング技術を取り込み3DCG動画広告の制作・運用を行う会社として始動[65][66]
  - 8月30日 - チャットボットや音声対話などを通してカスタマーサポートのAI活用の推進を行う株式会社 AI Shift を設立[67]。
  - 9月2日 - AIを活用したデジタル広告事業開発の強化ならびに新たなAI事業の創出を目的とし、専門部署となるAI事業本部を発足[68]。
  - 9月17日 - 広告事業を17日〜24日に順次、渋谷区渋谷の渋谷スクランブルスクエアに移転[58]。
  - 9月25日 - インターネット広告事業において、企業が保有する自社データの活用およびモバイルアプリのグロースハックを支援する専門組織「アプリ運用センター」を設立[69]。
  - 9月26日 - ピグライフ〜ふしぎな街の素敵なお庭〜リリース。
  - 10月 - タレント・インフルエンサーと共にブランドや商品の開発・製造から販売までトータルでプロデュースする専門組織「Insta Shopping」を設立[70]。
  - 10月 - アメーバブログの一部が国立国会図書館のWebアーカイブに保存される[71]。
  - 11月27日 - ミュージックレイン、ストレートエッジと共にメディアミックス展開するアイドルプロジェクト、「IDOLY PRIDE」を発表した。
  - 12月2日 - PC版アメーバピグを終了[72]。
  - 12月9日 - サイバーエージェントのアニメーションレーベル「CAAnimation（シーエーアニメーション）」の第1弾としてアニメ「IDOLY PRIDE」の制作を発表[73]
  - 2019年12月11日 - 連結子会社株式会社マクアケが東京証券取引所マザーズへ上場
  - 12月19日 - インターネット広告事業において、ワンメディア株式会社と共に、広告主企業の自社YouTubeチャンネルの開発・運用を行うコンテンツマーケティングソリューション「ブランデッドチャンネル」の提供を開始[74]
- 2020年
  - 1月29日 - プロレス団体「プロレスリング・ノア」を運営しているノア・グローバルエンタテインメント株式会社の発行済株式の全株式を取得することで合意した[75]。
  - 2月1日 - 株式会社ブックテーブルと株式会社ASTROBOXを吸収合併[76]。
  - 2月10日 - 株式会社スプリックスとの共同出資でプログラミング検定の開発・実施を行う会社、株式会社プログラミング総合研究所を設立[77]。
  - 3月16日 - CAAnimation、DMMGAMES共同で企画・原作開発を行う、アニメとゲームのメディアミックスプロジェクト始動。アニメーション制作はC2C、ゲーム開発をDMMGAMESが担当。
  - 4月1日 - Bloom&Co.との合弁会社、株式会社サイバーエージェント・ストラテジーを設立[78]
  - 4月 - 「Ameba」の公式アフィリエイト機能「Ameba Pick」をリリース
  - 4月27日 - エンターテインメント産業における収益化のデジタルシフト支援を専門に行う子会社として、株式会社OENを設立[79]
  - 5月1日 - 薬局・ドラッグストア向けにオンライン服薬指導などDX推進を支援する子会社「株式会社MG-DX」を設立
  - 6月15日 - LDHコンテンツの映像配信サービス「CL」を展開するLDH JAPANとの合弁会社、株式会社CyberLDHが始動[80]
  - 7月3日 - オンラインイベントのチケット販売や集客支援を行うプラットフォーム「アメパス by Ameba」を開始[81]
  - 9月1日 - エンタメ業界向けにオンラインイベント配信プラットフォームを提供する子会社CyberArrowを設立[82]
  - 9月1日 - 株式会社DDTプロレスリング（存続会社）、株式会社DDTフーズ、ノア・グローバルエンタテインメント株式会社の合併により株式会社CyberFightが始動
  - 10月1日 - 株式会社CA Wiseを吸収合併[83]。
- 2021年
  - 5月1日 - 株式会社ドットマネーを吸収合併[84]。
  - 6月1日 - カード決済データを活用するクレディセゾンとの合弁会社「株式会社CASM」を設立[85]
  - 7月1日 - 株式会社オクタゴンエンタープライズより麻雀店「麻雀オクタゴン」運営会社である株式会社シン・オクタゴンの全株式を譲受[86]
  - 7月1日 - 株式会社トランジットジェネラルオフィスよりクリエイティブオフィスの企画・運営をする株式会社リアルゲイトの発行済株式の過半数以上を取得し連結子会社化、不動産領域へ参入[87]
  - 11月1日 - DXにより企業の収益拡大を支援する 「株式会社サイバーエージェントDX」を設立[88]
  - 11月19日 - AIを活用した小売向け無人店舗ソリューションを提供・開発を行う子会社として、「株式会社CA無人店舗」を設立[89]
  - 12月1日 - オンラインイベントの企画・制作・運営を行う子会社として、「株式会社CA Future Event」を設立[90]
  - 12月17日 - 「FEED自動承認AI」を開発・提供開始[91]
- 2022年
  - 1月4日 - ヘルスケアプラットフォーム事業会社として、株式会社Lunatomoを設立
  - 1月4日 - この日をもって「オルタナティブガールズ」[注 3] のサービスを終了。
  - 1月12日 - 映像制作会社・株式会社BABEL LABELの発行済株式を取得し、連結子会社化[92]
  - 2月8日 - バーチャル店舗開発に特化した事業会社として、 株式会社CyberMetaverse Productionsを設立[93]
  - 3月17日 - ANAグループANA X株式会社と、デジタル広告配信事業に関する業務提携[94]
  - 3月23日 - ブロックチェーンゲーム事業子会社として株式会社CA GameFiを設立[95]
  - 4月28日 - KADOKAWAとの共同プロジェクト「アメカド」を開始し、Amebaオフィシャルブロガーの書籍出版を開始[96]
  - 6月28日 - 株式会社マイクロアドの公募による新株式発行により、株式会社マイクロアドを持分法適用関連会社化
  - 6月30日 - NTTドコモと広告事業に関する会社として、株式会社Prism Partnerを設立[97]
  - 9月1日 - 映像制作会社・株式会社ドラゴン東京の発行済株式を取得し、連結子会社化[98]
- 2023年
  - 2月15日 - 子会社CyberZが、株式会社OPENRECの発行済株式の大部分を株式会社DONUTSへ譲渡[99]
  - 2月 - リスキリングにより企業のDX内製化を支援する会社「株式会社CAリスキリングパートナーズ」を設立[100]
  - 4月1日 - 電話占い事業を、東京通信子会社の株式会社ティファレトへ譲渡[101]
  - 5月1日 - 舞台専門プラットフォーム「シアターコンプレックス」の大型リニューアルを行い、新たに「シアターコンプレックスTOWN」として提供開始す[102]
  - 6月1日 - 株式会社7gogoを吸収合併[103]。
  - 6月 - 舞台制作会社・株式会社ネルケプランニングの発行済株式を取得し、グループ化[104]
  - 6月22日 - 連結子会社株式会社リアルゲイトが東京証券取引所グロースへ上場[105]
  - 7月25日 - AI事業本部 小売GXセンターにおいてIoT技術を活用した独自の省エネソリューションの提供を開始[106]
  - 8月10日 - クリニックTEN渋谷との提携によりパーソナル型の美肌治療に特化したオンライン診療プラットフォーム「TOIRO美肌院」を開始[107]
  - 9月12日 - AI・CGを活用した広告効果最大化の追求に特化したクリエイティブ制作スタジオ「極（きわみ）AIお台場スタジオ」をオープン
  - 10月4日 - AI事業本部において、ゲーム生成AI技術の研究開発を専門とする「ゲームAI Lab」を新設[108]
  - 10月4日 - AI事業本部において、アニメーション業界の生成AI研究開発に取り組む「アニメーションAI Lab」を新設[109]
  - 12月1日 - AI事業本部において3DCGを活用し、企業の販促活動を支援するバーチャルストアの開設・運営サービスを開始[110]
- 2024年
  - 1月24日 - 子会社AbemaTVが、グローバル向けのオンラインライブプラットフォームとして「ABEMA Live（アベマライブ）」を提供開始[111]
  - 1月26日 - 株式会社みずほ銀行および株式会社フライウィールと、マーケティングプラットフォーム事業に関する戦略的業務提携契約を締結[112]
  - 4月1日 - 株式会社Craft Eggを吸収合併[113]
  - 5月29日 - AI人材の育成から生成AI活用に向けた業務改革支援を一貫して行う「AIシフトサービス」の提供を開始[114]。
  - 5月29日 - サイバーエージェントが開発した集英社の縦読みマンガアプリ「ジャンプTOON」と縦読みマンガ投稿サービス「ジャンプTOON NEXT！」を正式リリース[115]
  - 6月28日 - 同日開催の株主総会にてDigital Doubleの解散を決議がされた[116]。
  - 7月1日 - ゲーム開発・コンテンツ企画会社の株式会社ニトロプラスの発行済株式を取得し、グループ化[117]
  - 7月16日 -Digital Doubleの解散が執行された[116]
  - 11月1日 - 縦型ショート動画に特化したタイアップ広告の専門子会社株式会社サイバーティカルを設立[118]
- 2025年
  - 1月1日 - 子会社サムザップが、同じく子会社のジークレストを吸収合併。ジークレストの全事業をサムザップに新設される「GCRESTUDIO」へ承継[119]。
  - 1月10日 - アニメ制作を行う子会社として、株式会社CA Soaを設立[120]

## 直営サービス

### メディア
- Ameba（アメーバブログ）
  - Ameba News
  - Amebaマンガ
  - アメーバピグ
  - ピグパーティ - アバターSNS
  - Ameba占い館SATORI
  - ドットマネー by Ameba - ポイント交換サービス
- Ameba Ownd（アメーバ オウンド） - ホームページ作成ツール
- 755 - 著名人の公開グループトークアプリ[注 4]
- シアターコンプレックスTOWN - 舞台専門プラットフォーム

### ゲーム
- ガールフレンド（仮）
- 天下統一クロニクル
- オルタナティブガールズ
- ピグライフ〜ふしぎな街の素敵なお庭〜
- モグ
- ファーミー

### スポーツ
- 渋谷ABEMAS
- CyberAgent Legit

### CAAnimation
| 年     | タイトル                      | アニメーション制作 |
| ------ | ----------------------------- | ------------------ |
| 2021年 | IDOLY PRIDE                   | Lerche             |
| 2021年 | プラオレ!〜PRIDE OF ORANGE〜  | C2C                |
| 2023年 | テクノロイド オーバーマインド | 動画工房           |
| 2023年 | ライアー・ライアー            | GEEKTOYS           |

### コンテンツスタジオ
- STUDIO ZOON[122] - 縦読み漫画の制作スタジオ

## サイバーエージェントグループ
サイバーエージェントグループ（英: CyberAgent Group）は、2023年9月末現在、連結子会社90社及び関連会社9社によって構成されている。
同グループには、新卒入社数年目までの社員を子会社の社長に登用する「新卒社長」という仕組みがあり、それによって設立された会社も多い。

### 子会社
- 株式会社AbemaTV - インターネットテレビ局「ABEMA（アベマ）」、ペイパービュー動画配信サービス「ABEMA PPV ONLINE LIVE」、ABEMAの公式オンラインストア「ABEMA Mart」の運営、
- 株式会社WinTicket - 競輪・オートレースのインターネット投票サービス「WINTICKET」運営
- 株式会社CyberZ - スマートフォン向け広告に特化した広告代理事業、イベント事業、マーチャンダイジング事業（オリジナルグッズ通販サイト「eStream Store」、高品質高級フィギュアブランド「SHIBUYA SCRAMBLE FIGURE」、キャッシュレスフィギュア「きゃらぺいっ！」）
  - 株式会社CyberE - eスポーツイベント制作事業
- 株式会社Cygames - モバイルゲーム事業、コンシューマーゲーム事業、アニメ事業、漫画事業（マンガアプリ「サイコミ」）、海外事業、eスポーツ事業、ライツ事業
  - 株式会社CyDesignation
  - 株式会社BlazeGames
  - 株式会社WithEntertainment
  - 株式会社シテイル
  - 株式会社CygamesPictures
  - 株式会社草薙
  - 株式会社LogicLinks - MVNO事業、スマートフォン、モバイルルーター等の通信機器の販売、ゲームデータ分析・ゲーム開発サポート
  - 株式会社Cymusic
  - 株式会社Cysharp
  - 株式会社スコップ・ミュージック
  - 株式会社CyFoods - ・飲食店の経営（鳥料理専門店「ドライブイン鳥」） 、食品等の販売
  - 株式会社CySphere
  - 株式会社flaggs
  - 株式会社Cygames Capital
- 株式会社Colorful Palette - スマートフォン向けゲーム事業
  - 株式会社Colorful Palette ENCORE
- 株式会社サムザップ - スマートフォン向けゲーム事業
- 株式会社アプリボット - スマートフォン向けゲーム事業
- 株式会社サイバーエージェント・キャピタル - ファンド設立及び運営 
  - 塞博艾堅特（北京）投資咨詢有限公司
- 株式会社マクアケ【TYO:4479】（特定子会社） - クラウドファンディングプラットフォーム「Makuake」運営
- 株式会社リアルゲイト【TYO:5532】 - クリエイティブオフィスの企画・運営
- 株式会社ゼルビア - プロサッカーチーム「Jリーグ・FC町田ゼルビア」の運営等
- 株式会社タップル - マッチングアプリ「タップル」運営
- 株式会社ネルケプランニング - 2.5次元ミュージカル舞台制作・権利開発
- 株式会社OEN - スターダストプロモーションの女性アイドル部門STAR PLANET（旧 STARDUST PLANET）所属アイドルのデジタルエンターテインメントサービス「スタコミュ」運営
- 株式会社シロク - ブランド事業（ライフスタイルビューティーブランド「N organic」・発酵科学スキンケアブランド「FAS」・医薬部外品育毛剤「GROW LAB」等のブランドを取り扱う通販サイト「シロクショップ」・直営店の運営）・広告事業
  - 株式会社シロクラボ
- 株式会社AJA - アドテクノロジー事業
- 株式会社BABEL LABEL
- 株式会社ニトロプラス
- 株式会社CA Soa - アニメーション制作事業
- 株式会社CyberACE - インターネット広告事業
- 株式会社シーエー・アドバンス - インターネット広告事業、メディア事業、ゲーム事業、クリエイティブ事業、ライティング事業
  - 株式会社モノクラム - Webクリエイティブ事業
  - CA ADVANCE Vietnam Co., Ltd.
  - CA Advance Guam, Inc.
- 株式会社Cyber AI Productions（旧：株式会社6秒企画） - オンライン動画広告の企画・制作事業、企業YouTubeチャンネルの企画・運用・制作、3DCG 動画広告・Live 制作事業、広告デザイン制作事業
- 株式会社 AI Shift - チャットボットの開発・販売 ボイスボットの開発・販売 AI導入コンサルティング事業
- 株式会社MG-DX - 薬局・医薬品販売業のデジタルシフト支援事業、オンライン調剤サービス「薬急便」・オンライン服薬指導の実施支援サービス「AI薬師」の運営
- 株式会社CASM - カード決済データをはじめとした金融データを活用したマーケティング事業 ・金融データを活用した広告商品またはシステムの開発
- 株式会社サイバーエージェントDX - 企業のDX支援事業
- 株式会社CyberOwl - 「テラコヤプラス by Ameba」「モノレコ by Ameba」「LessMo（レスモ） by Ameba」「aukana（アウカナ） by 動画配信サービス比較情報.com」「マネ会 by Ameba」のメディア運営
- 株式会社新たな細胞（旧：株式会社CYPAR） - AIによるクリエイティブ・ソリューションの研究開発・提供
- 株式会社CCPR - 著名人キャスティング事業、PR事業
- 株式会社CAリスキリングパートナーズ - 法人向けリスキリング支援事業
- CyberAgent Beijing, Inc.
- CyberAgent,Inc.Taiwan Branch
- CyberAgent, Inc. Korea
- 株式会社グレンジ - スマートフォン向けゲーム事業
- 株式会社GOODROID - アプリ制作事業
- 株式会社QualiArts - スマートフォン向けゲーム事業
- 株式会社CA GameFi
  - 株式会社Studio MGCM
- 株式会社CAM - アーティストファン事業、ライフスタイル・占い事業（ビジネスバラエティメディア「新R25」、女性向けメディア「marouge」運営）
  - 株式会社CAスマート - 乃木坂46公式定額制動画サービス「のぎ動画」運営[125][126]
  - 株式会社Gボックス
- 株式会社ウエディングパーク - 結婚式・結婚式場の口コミサイト「ウエディングパーク」運営
- 株式会社CA Tech Kids - 小学生のためのプログラミングスクール「Tech Kids School」運営
  - 株式会社キュレオ - 「QUREOプログラミング教室」運営
- 株式会社サイバーエージェントウィル（特例子会社）
- 株式会社CyberFight - プロレス団体の「DDTプロレスリング」「プロレスリング・ノア」「東京女子プロレス」の運営、プロレス動画配信サービス「WRESTLE UNIVERSE」運営
- 株式会社シン・オクタゴン - 競技麻雀店「オクタゴン」運営
- 株式会社エンタメプレックス
- CyberAgent NYC, Inc.
- 株式会社ドラゴン東京
- 株式会社サイバーティカル

### 関連会社
- AWA株式会社 - エイベックス・デジタルと共同出資運営
- 株式会社AbemaNews
- 株式会社AbemaProduction
- 株式会社CyberLDH - LDHコンテンツのデジタルコミュニケーションサービス「CL」運営
- 株式会社Prism Partner
- CA ABEJA[注 5]
- 株式会社マイクロアド（46.02%）

### かつて存在して解散または清算された会社

#### CA本体へ吸収合併
- サイブロ
- ホワイトネット
- トランスワークス
- ディーバ
- シーエーサーチ
- アドプレイン
- CAテクノロジー
- koebu[注 6]
- App2Go
- RightSegment
- AIメッセンジャー
- 株式会社ブックテーブル
- 株式会社ASTROBOX
- 株式会社CA Wise
- 株式会社ドットマネー
- 株式会社7gogo
- 株式会社Craft Egg

#### CA子会社へ吸収合併
- ウェブリアル
- ポットタップ
- シーエー・エイチ[注 7]
- 株式会社新R25[127]
- CAMフォース
- 株式会社ハングアウト
- ザイオンメディアオフィス
- zeronana
- mimiLab
- syng
- 株式会社AMoAd[128]
- ノア・グローバルエンタテインメント株式会社
- 株式会社DDTフーズ
- 株式会社CyberArrow[129]
- 株式会社マイクロアドプラス
- 株式会社ゴロク
- 株式会社Cyber Now[130]
- 株式会社プレイモーション[131]
- 株式会社ハシゴ[132]
- 株式会社グリフォン[133]
- 株式会社ニジスタ[134]
- 株式会社CyberHuman Productions[135]
- 株式会社eStream
- 株式会社ジークレスト

#### 清算された子会社
- インター・レコーズ
- ストアファクトリー
- サイバーエージェントプラス
- スーパースイーツ[注 8]
- アメーバブックス → アメーバブックス新社[注 9]
- プーペガール[注 10]
- QuunApp[注 11]
- フラウディア・コミュニケーションズ[注 12]
- Pitapat
- CA Drive
- CA Beat
- Amebaプロダクツ
- Delight
- CyberX
- パシャオク
- Saneness
- タクスタ
- グリーンモンスター[注 13]
- Woman&Crowd
- CyberW
- pixelfish
- 株式会社トルテ
- サイバーエージェントビットコイン[136]
- VR Agent[137]
- Uniface
- AMESTAGE
- 渋谷クリップクリエイト
- RISE UP[注 14]
- aite[注 15]
- C&EM[注 16]
- 株式会社Applibot Lifestyle[138]
- 株式会社LIVE STA.
- 株式会社CyberQ[139]
- 株式会社AVATTA
- 株式会社サイバーエージェントRPA[140]
- 株式会社CyberV[141]
- 株式会社ムービーモンスター[142]
- 株式会社マイクロアド・クロスボーダー・マーケティング
- 株式会社CyberBull[143]
- 株式会社Cyber Pal[144][145]
- 株式会社ビズボット[146][147]
- 株式会社CAmotion[148]
- 株式会社ポンテム[149]
- 株式会社 CA Retail Marketing[150]
- 株式会社Ca Design[151]
- 株式会社Lunatomo[152]
- 株式会社買えるAbemaTV社[153]
- 株式会社CA Future Event
- 株式会社CA無人店舗[154]
- 株式会社CyberMetaverse Productions[155]
- PLAYHERA JAPAN株式会社[156]
- 株式会社Digital Double

### 株式売却により独立した会社
- BEENOS[注 17]
  - 転送コム（現：tenso）
  - ショップエアライン
  - 株式会社デファクトスタンダード
  - 株式会社ネットプライス
- トレンダーズ[注 18]
- 株式会社フープス[注 19]
- 株式会社サイバーブレインズ[注 20]
- 株式会社トラフィックゲート[注 21]
- 株式会社メールイン[注 22]
- サイバーエージェントコリア[注 23]
- 株式会社ルークス[注 24]
- ユミルリンク[注 25]
- フィナンシャルプラス[注 26]
- インターナショナルスポーツマーケティング[注 27]
- クラウンジュエル[注 28]
- サイバーエージェントFX（現：GMO外貨）[注 29]
- VOYAGE GROUP（現：CARTA HOLDINGS）[注 30]
  - 株式会社リサーチパネル
  - PeX[注 31]（現：CARTA VENTURES）
  - adingo（現：DIGITALIO）
  - Zucks
  - VOYAGE VENTURES（現：CARTA VENTURES）
  - VOYAGE BB
  - リサーチパネルエイジア
  - ジェネシックス
  - unigame
  - freenote
- cybozu.net[注 32]
- 株式会社サイバー・バズ
- 株式会社ニューステクノロジー
- 株式会社アールフォース・エンターテインメント[157]
- 株式会社REAL SPORTS[158]
- 株式会社ティファレト[159]
- 株式会社Coupe（現：株式会社BOY NEXT DOOR[160]）
- 株式会社CyberLiG（現：株式会社LiG STAR.）
- 株式会社マイクロアドプラス
- 株式会社マイクロアドデジタルサイネージ
- 株式会社エンハンス
- MICROAD HONG KONG HOLDINGS LIMITED
- MICROAD VIETNAM JOINT STOCK COMPANY
- MicroAd (Shanghai) Advertising, Ltd.
- MicroAd Taiwan, Ltd.
- MicroAd Technology Development(Shenyang), Ltd.
- MICROAD SINGAPORE PTE. LTD.
- MicroAd India Private Limited
- MicroAd Technology Development Company Limited
- MicroAd India Private Limited
- 株式会社OPENREC

## 投資育成事業

### 投資先
こちらを 参照

### 過去の投資先
- ミクシィ[注 33]
- ドリコム
- オウケイウェイヴ
- フォトクリエイト
- クルーズ
- Kakao
- リアルワールド[注 34]
- クラウドワークス
- レアジョブ

## 加盟団体
- 一般社団法人 日本インタラクティブ広告協会（JIAA）
- 一般社団法人日本広告業協会（JAAA）
- 公益社団法人日本広告審査機構（JARO）
- 公益社団法人ACジャパン
- 公益社団法人日本アドバタイザーズ協会 Web広告研究会
- WOMマーケティング協議会（WOMJ）
- 安心ネットづくり促進協議会
- 一般社団法人モバイル・コンテンツ・フォーラム（MCF）
- 一般社団法人結婚・婚活応援プロジェクト（MSPJ）
- 一般社団法人コンピュータエンターテインメント協会（CESA）
- 一般社団法人新経済連盟
- 日本コンピュータセキュリティインシデント対応チーム協議会（CSIRT）
- 特定非営利活動法人日本ネットワークセキュリティ協会（JNSA）
- 一般社団法人セーファーインターネット協会（SIA）
- セキュリティ・キャンプ実施協議会
- 一般社団法人データサイエンティスト協会

## 各種認定
- Yahoo! JAPAN マーケティングソリューション★★★★★★★パートナー
- LINEヤフー Sales Partner「Premier（最上位）」
- Google社認定 「Google Premier Partner」
- Facebook Marketing Partners 認定パートナー
- Instagram Partner Program 「Ad Technolog」部門パートナー
- Twitter Japan 「Gold Partner」認定パートナー[161]
- Criteo Certified Partners Diamond[162]
- LINE Ads Platform Sales Partner Diamond[163]
- LINE Account Connect Sales Partner Diamond[164]
- LINEリサーチ Sales Partner[165]
- Indeed 認定パートナー Silver Partners[166]
- Spotify Advertising PARTNER[167]
- Moloco公認代理店[168]
- SmartNews Ads パートナー[169]
- RTB House Japan 代理店ランキングプログラム Platinum[170]

## 不祥事
サイバーエージェントが運営するキュレーションサイト（まとめサイト）では、記事や画像の無断盗用・不適切な引用、ステルスマーケティングがしばしば指摘されていた。BuzzFeed Japanも記事を盗用されたと述べている。
2016年秋に、DeNAのヘルスケア情報キュレーションサイト「WELQ」が、不適切な内容や不適切な引用で問題になり、他社のキュレーションサイトにも厳しい目が向けられるようになった。2016年12月1日-2日、「Spotlight（スポットライト）」の医療・健康関係の数千件の記事、「by.S」の約3万5000件の内数パーセントにあたる記事を非公開にした。サイバーエージェントは、非公開にした記事は登録ライターによって書かれたもので、十分に確認できない情報の可能性があるものであると説明している。さらに8日には非公開の範囲を拡大し、両サイトで登録ライターが投稿した記事をすべて非公開にした。取り下げられた記事は合計で10万件弱。

## 社員、元社員
- 小柳津林太郎（Amazonプライム・ビデオの番組『バチェラー・ジャパン』の2代目バチェラー）
- 早川与規（ユナイテッド株式会社代表取締役会長兼CEO 、サイバーエージェント元取締役副社長兼COO）
- 村田マリ（株式会社ディー・エヌ・エー元執行役員）
- 白砂晃（株式会社CCCフォトライフラボ代表取締役社長、株式会社フォトクリエイト取締役会長）
- 菊池誠晃（株式会社デジタルプラス創業者・代表取締役社長、一般社団法人日本クラウドソーシング検定協会理事）
- 都木聡（株式会社セレス創業者・代表取締役社長）
- 角田千佳（株式会社エニタイムズ株式会社代表取締役兼CEO）
- 大竹慎太郎（株式会社トライフォート代表取締役兼CEO）
- 坂本幸蔵（株式会社リッチメディア代表取締役社長兼CEO）
- 秋貞雄大（株式会社ジェネストリーム株式会社代表取締役兼CEO）
- 高場大樹（株式会社トランスリミット代表取締役社長）
- 宮嶌裕二（株式会社モバイルファクトリー創業者・代表取締役）
- 松井くらら（元株式会社福岡放送アナウンサー）
- 原田曜平（サイバーエージェント次世代生活研究所所長、信州大学社会基盤研究所特任教授）
- 戌丸凛々子（グラビアアイドル、ミスiD2020FRIDAY賞受賞者）[177]
- 牧野結美（元株式会社静岡朝日テレビアナウンサー）
- 坂野栄信（元株式会社広島ホームテレビアナウンサー）
- 曽山哲人（元サイバーエージェント常務執行役員CHO、人材育成・組織戦略の専門家）

## テレビ番組
- 日経スペシャル ガイアの夜明け 若手エリートを確保せよ「～人材流動化時代の企業攻防戦～」（2007年7月17日、テレビ東京）[178] - 離職率低減の取り組みを取材。
- 日経スペシャル カンブリア宮殿 異端者たちのビジネスルール(2)（2011年8月25日、テレビ東京）[179]